# Martina Reinhart
Martina Reinhart (* 1972 in Linz) ist eine österreichische Künstlerin und ehemalige Leistungssportlerin.

## Leben und Wirken
Als Jugendliche spielte Reinhart Basketball beim OLV Wels, mit dem sie Staatsmeisterin wurde, sowie in der Junioren-Nationalmannschaft und in der Basketball-Bundesliga. Am Sportgymnasium Wels legte sie auch ihre Matura ab. Ein Professor für Bildnerische Erziehung des Realzweiges der Schule förderte auch ihr künstlerisches Talent. Danach ging sie nach Los Angeles und bekam ein Basketball-Stipendium am Santa Monica College, wo sie Malerei studieren wollte. Infolge eines schweren Unfalls war eine weitere Basketball-Karriere nicht mehr möglich. Beim ULC Linz und LCC Wien war sie dann als Läuferin aktiv.
Nach einem Colleg auf der Höheren Graphischen Bundes-Lehr- und Versuchsanstalt absolvierte sie von 1997 bis 2002 ein Malerei-Studium an der Akademie der bildenden Künste in Wien und promovierte 2005 in Philosophie an der Universität Wien. Dazwischen gab es Aufenthalte in Los Angeles und Barcelona.

## Auszeichnungen
- Förderungspreis der Akademie der bildenden Künste Wien
- Kunstpreis des Landes Oberösterreich
- Rotary GSE-Stipendium Thailand
- Life goes on-Award TARA 2014

## Publikationen
- Menschen, Männer, Zaubermänner. Wien 2000 (Katalog zur Ausstellung[2])
- Schönheit und der Körper der Frau. Eine zeitgeschichtliche und philosophische Abhandlung. Edition VA bENE, Klosterneuburg 2011, ISBN 978-3-851-67251-0[3]
- Ausdruck/Expression. Edition VA bENE, Klosterneuburg 2014, ISBN 978-3-851-67281-7 (mit Textbeiträgen von Dr. Bettina Nezval (Kunsthistorikerin) und Dr. Peter Pelinka)
- Geburt der Bilder. Eine Erzählung  Verlag CCU, Wien 2016, ISBN 978-3-9503849-5-6
- Hommagen an Dichter und Denker. (artedition) Verlag Bibliothek der Provinz, Weitra 2023, ISBN 978-3-99126-191-9